# 東米德蘭列車
東米德蘭列車（英語：East Midlands Trains，EMT）是英國的一家提供鐵路客運服務的公司，其所有者是捷達集團。公司的總部位於德比。東中部列車的主要服務範圍是東米德蘭兹，包括了林肯郡、南約克郡、諾丁漢郡、萊斯特郡和北安普敦郡，并延伸至西北英格兰的大曼彻斯特郡、柴郡和默西塞德郡。東中部列車在2007年11月取得專營權。

## 外部連結
- East Midlands Trains （页面存档备份，存于）